# Paul Walter Hauser
Paul Walter Hauser (Saginaw, Míchigan; 15 de octubre de 1986) es un actor y comediante estadounidense.

## Carrera
Hauser empezó siendo conocido por sus interpretaciones de Shawn Eckhardt en la película de 2017 ganadora del Oscar Yo, Tonya, dando vida también a Dale en la película de 2010 Virginia y a Keith en la serie de televisión Kingdom. También ha interpretado personajes recurrentes como Deshawn en la serie web de Amazon Betas y coprotagonizó en Super Troopers 2 y como Ivanhoe en la película de Spike Lee Infiltrado en el KKKlan, ambas de 2018. Además de aparecer como estrella invitada en las series de televisión Unbreakable Kimmy Schmidt, Too Late with Adam Carolla, The Night Shift, Superstore, Key & Peele, It's Always Sunny in Philadelphia, Community y Blunt Talk.
También formó parte del elenco de la serie Cobra Kai (2019) y de la miniserie Black Bird (2022), obteniendo el Globo de Oro por su interpretación del asesino en serie Larry Hall.
En 2019 protagonizó la película de Clint Eastwood Richard Jewell, en el rol del personaje titular.

## Filmografía

### Cine
| Año  | Título                                 | Papel                      | Notas                       |
| ---- | -------------------------------------- | -------------------------- | --------------------------- |
| 2010 | Virginia                               | Dale                       |                             |
| 2011 | Demoted                                | Vendedor molesto           | Sin acreditar               |
| 2013 | Quad                                   | Trent                      |                             |
| 2013 | iSteve                                 | Pastey Jones               |                             |
| 2017 | Locked Away                            | DJ #1                      |                             |
| 2017 | I, Tonya                               | Shawn Eckhardt             |                             |
| 2017 | Kiss Me When I’m Down                  | Robert                     | Cortometraje                |
| 2018 | Super Troopers 2                       | Lonnie Laloush             |                             |
| 2018 | BlacKkKlansman                         | Ivanhoe                    |                             |
| 2019 | Late Night                             | Mancusco                   |                             |
| 2019 | Beats                                  | Terrence                   |                             |
| 2019 | Richard Jewell                         | Richard Jewell             |                             |
| 2021 | Cruella                                | Horace                     |                             |
| 2021 | Queenpins                              | Ken Miller                 |                             |
| 2023 | Papás a la antigua                     | Tracy                      |                             |
| 2024 | Orión y la oscuridad                   | Dark                       |                             |
| 2024 | Inside Out 2                           | Vergüenza                  |                             |
| 2024 | The Instigators                        | Booch                      |                             |
| 2024 | The Luckiest Man in America            | Michael Larson             | También productor ejecutivo |
| 2025 | Los Cuatro Fantásticos: primeros pasos | Harvey Elder / Hombre Topo |                             |
| 2025 | The Naked Gun                          | Capt. Ed Hocken Jr.        |                             |
| 2025 | Deliver Me From Nowhere                | Mike Batlan                | Posproducción               |

### Televisión
| Año       | Título                            | Papel                   | Notas                                                         |
| --------- | --------------------------------- | ----------------------- | ------------------------------------------------------------- |
| 2005      | Too Late with Adam Carolla        | Varios personajes (voz) | Episodios del 26 de octubre de 2005 y 16 de noviembre de 2005 |
| 2010      | Community                         | Estudiante #3           | 1 episodio, "Messianic Myths and Ancient Peoples"             |
| 2010      | It's Always Sunny in Philadelphia | Richie                  | 1 episodio, "Dee Reynolds: Shaping America's Youth"           |
| 2010      | Lee Mathers                       | Keanu                   | Película para televisión                                      |
| 2013      | Key & Peele                       | Chico con sobrepeso     | 2 episodios                                                   |
| 2013–2014 | Betas                             | Dashawn                 | 4 episodios                                                   |
| 2014–2017 | Kingdom                           | Keith                   | 27 episodios                                                  |
| 2015      | The Night Shift                   | Oren Edwards            | 1 episodio, "Ghosts"                                          |
| 2015      | Blunt Talk                        |                         | 1 episodio, "Who Kisses So Early in the Morning?"             |
| 2017      | Superstore                        | Vince                   | 1 episodio, "Rebranding"                                      |
| 2017      | A Midsummer's Nightmare           | Nick Bottoms            | Película para televisión                                      |
| 2018-2019 | Unbreakable Kimmy Schmidt         | Tripp Knob              | 2 episodios                                                   |
| 2019-2025 | Cobra Kai                         | Raymond\Mantarraya      | Recurrente en temporada 2, 4, 5 y 6                           |
| 2022      | Black Bird                        | Larry                   | 6 episodios                                                   |
| 2023      | AEW Dynamite                      | El mismo                | 1 episodio                                                    |
| 2023      | AEW Rampage                       | El mismo                | 1 episodio                                                    |
| 2023      | The Afterparty                    | Travis Gladrise         | Rol principal, 10 episodios (Temporada 2)                     |
| 2023      | Bupkis                            | Hauser                  | 1 episodio                                                    |